# Bohumil Peroutka
Bohumil Peroutka (6. srpna 1926 Bratislava – 30. října 1969 Vsetín) byl český archivář a oblastní historik, který se upálil na výročí vzniku republiky na nádvoří vsetínského zámku.

## Život
Narodil se v Bratislavě, ve věku pěti let se s rodiči přestěhoval do Vsetína. Zde chodil na základní školu a vystudoval reálné gymnázium. V Brně na univerzitě vystudoval přírodní vědy a působil pak několik let jako středoškolský učitel v Hošťálkové a ve Valašských Kloboukách. V letech 1955–1961 byl ředitelem Okresního archivu ve Vsetíně, od 1. ledna 1962 do 31. března 1967 vedl vsetínské Okresní muzeum. Z vedoucí pozice odešel na vlastní žádost ze zdravotních důvodů, ale i nadále pracoval v muzeu jako samostatný odborný pracovník. Redigoval sborník Valašsko a byl i kronikářem města Vsetín. Věnoval se turistice a orientačnímu běhu.
Dne 22. října 1969 mu vyšel v novinách Nové Valašsko článek k výročí vzniku republiky, kde mj. kritizoval politické procesy v 50. letech. Komunisté mu za to hrozili vyhozením z práce. Dne 28. října 1969 na výročí vzniku republiky se na nádvoří vsetínského zámku zapálil a o dva dny později zemřel ve vsetínské nemocnici. Ve své kanceláři v muzeu nechal dopis na rozloučenou, kde píše, že k tomuto činu jej přimělo „svědomí i pocit odpovědnosti a snad i víra v ideje“.